# Thalys

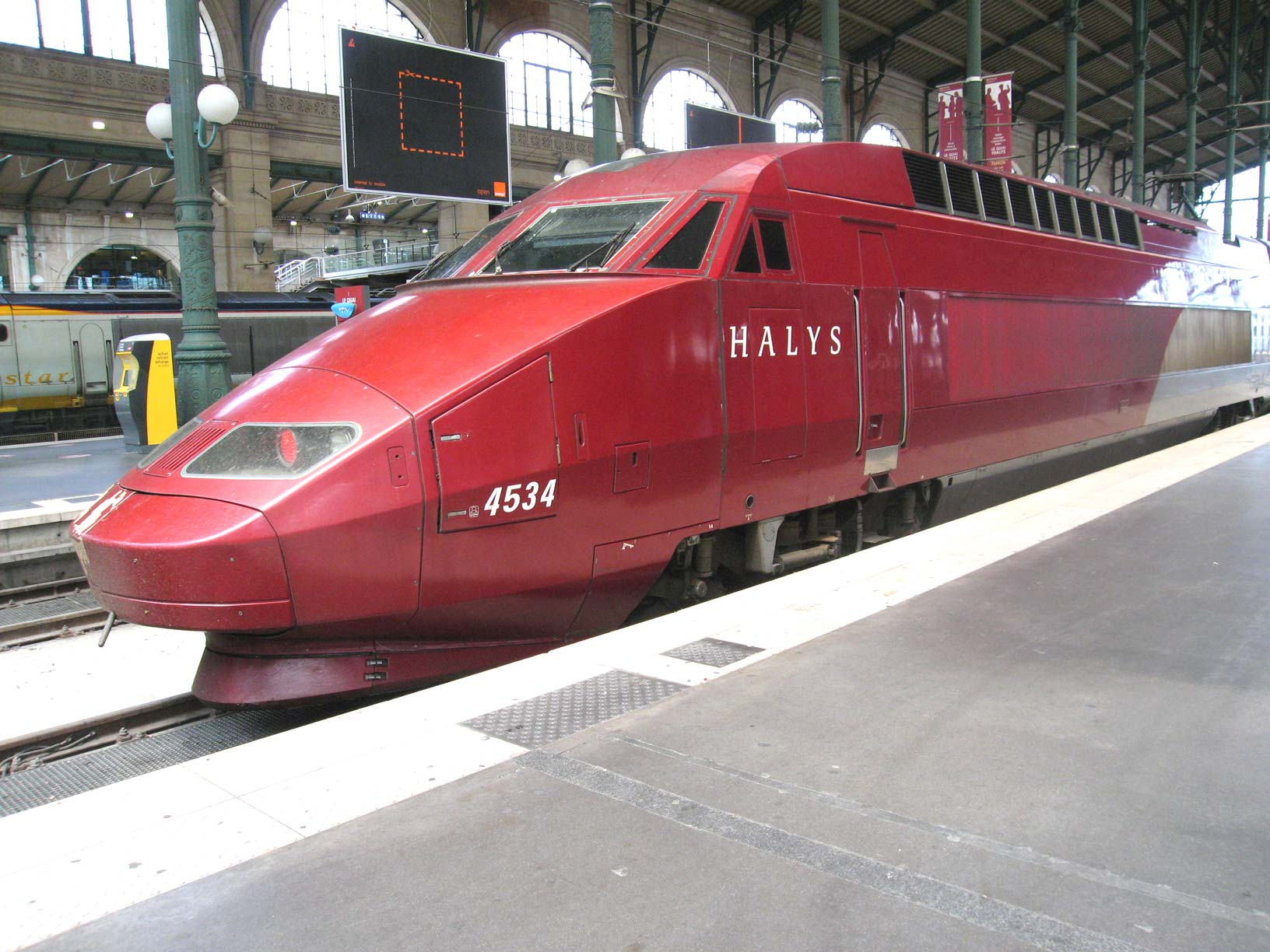
Egy Thalys PBA motorvonat Párizsban

A Thalys nagysebességű vasúti járatokat üzemeltető vasúti cég Franciaország, Németország, Hollandia és Belgium területén. A vállalat francia, belga, holland és német közös tulajdonban van.

## Története
A Thalys különösen jól példázza a sikeres európai együttműködést a nagysebességű vasúti közlekedés területén. A belga, francia, holland és német vasúttársaság által közösen működtetett rendszer ma már húsz európai nagyvárost köt össze. Az utasok kényelmét nem csak a vonatok gyorsasága, a jogosan elvárt komfort és az ellátás magas színvonala szolgálja, hanem a jól átgondolt, az igényekhez rugalmasan igazodó szolgáltatási rendszer is egyre több utast vonz. Így például a vasutak és az érintett légitársaságok (Air France, KLM) együttműködése nagyban elősegíti, hogy a Thalys által érintett európai városokból a világ bármely részére utazók közvetlenül jussanak el a két nagy európai légikikötőbe, a párizsi Charles de Gaulle-ra, vagy az amszterdami Schipholra.
A Párizs és Brüsszel között forgalomba állított Thalys-vonatok a két főváros közötti 310 km távolságot 1 óra 25 perc alatt teszik meg, átlagosan 220 km/h sebességgel. Az üzembe állítást követő első öt évben (1996–2001) már 25 millióan utaztak a Thalysszal, és a pozitív irányzat 2002-ben is folytatódott, hiszen az utasszám 7%-kal, a bevétel pedig 9,2%-kal nőtt az előző évhez viszonyítva. A vonatok félóránként indulnak a végállomásokról, így annak sem kell sokat várnia, aki a menetrend tanulmányozása nélkül toppan be valamelyik pályaudvarra. A nagysebességű vasúti személyszállítás versenyképességét mutatja, hogy az Air France légitársaság már több éve leállította a két város közötti járatait.

## Thalys szerelvények
A Thalys-szerelvények voltak az első olyan többáram-rendszerű villamos motorvonatok, amelyek a belga, francia, holland és német hálózaton egyaránt közlekedni tudtak.
A 26 motorvonatból álló járműállomány az útvonalaknak megfelelően négy és három áramrendszerre alkalmas szerelvényekből áll.
| Sorozat | Kép | Típus               | Legnagyobb sebesség | Legnagyobb sebesség | Darabszám | Gyártási év | Megjegyzés |
| Sorozat | Kép | Típus               | mph                 | km/h                | Darabszám | Gyártási év | Megjegyzés |
| ------- | --- | ------------------- | ------------------- | ------------------- | --------- | ----------- | --- |
| PBA     |     | villamos motorvonat | 186                 | 300                 | 9         | 1996        | Három áramnemű, a 9 szerelvény Párizs–Brüsszel–Amszterdam között közlekedik. |
| PBKA    |     | villamos motorvonat | 186                 | 300                 | 17        | 1997        | Négyáramneműek, a szerelvények nyolc részesek, a 17 szerelvény Párizs–Brüsszel–Amszterdam és Párizs–Brüsszel–Köln között közlekedik. A vonatok közül hét az SNCB, kettő-kettő a DB és az NS, hat pedig az SNCF tulajdonát képezi. |

## Forgalom
|          | 1996 | 1997 | 1998 | 1999 | 2000 | 2001 | 2002 | 2003 | 2004 | 2005 | 2006 | 2007 | 2008 | 2009 | 2010 | 2011 | 2012 | 2013 |
| -------- | ---- | ---- | ---- | ---- | ---- | ---- | ---- | ---- | ---- | ---- | ---- | ---- | ---- | ---- | ---- | ---- | ---- | ---- |
| Utasszám |      |      | 4,72 | 4,98 | 5,5  | 5,8  | 6,0  | 5,8  | 5,95 | 6,15 | 6,5  | 6,2  | 6,5  | 6,07 | 6,45 | 6,65 | 6,60 | 6,69 |
| Bevétel  | 60   | 115  | 190  | 220  | 266  | 294  | 310  | 301  | 318  | 335  | 363  | 364  | 392  | 382  | 432  | 470  | 479  | 487  |

Minden érték millióban értendő.

## Kiszolgált állomások
| Név                                          | Közigazgatási egység                      | Vasútvonal | Szolgáltatások | Kép |
| -------------------------------------------- | ----------------------------------------- | --- | --- | --- |
| Amsterdam Centraal                           | Amszterdam                                | Amsterdam–Rotterdam-vasútvonal Nieuwediep–Amsterdam-vasútvonal Amsterdam–Arnhem-vasútvonal Amsterdam Centraal–Schiphol-vasútvonal Amsterdam–Zutphen-vasútvonal                                         | Thalys Intercity-Express TGV Intercity Direct Eurostar Sprinter InterCityExpress 78 Nightjet Intercity Berlijn Intercity European Sleeper                                                                                      |     |
| Antwerpen-Centraal                           | Antwerpen                                 | Antwerpen–Lage Zwaluwe-vasútvonal Line 108 Line 25N (Infrabel) 27-es vonal Line 59 (Infrabel) | Thalys TGV Line S1 S32 S33 S34 European Sleeper |     |
| Bruxelles-Nord                               | Schaerbeek Saint-Josse-ten-Noode          | Brüsszel–Liège-vasútvonal észak-dél kapcsolat Brüsszel–Antwerpen-vasútvonal 27-es vonal 50-es vonal | Intercity-Express InterCity Nightjet Line S1 Line S2 Line S3 Line S6 Line S8 Line S10 Thalys |     |
| Déli pályaudvar                              | Saint-Gilles                              | észak-dél kapcsolat HSL 1 Line 124 (Infrabel) 28-as vasútvonal Linie 96 (Infrabel) line 50A (Infrabel)                                                                                                 | TGV Intercity-Express Thalys Eurostar IZY Nightjet Intercity Direct Line S10 Line S1 Line S2 Line S3 Line S6 Line S8 European Sleeper                                                                                          |     |
| Gare de Landry                               | Landry                                    | Saint-Pierre-d'Albigny-Bourg-Saint-Maurice-vasútvonal | TGV Thalys |     |
| Gare de Lille-Europe                         | Lille Métropole Lille                     | LGV Nord | TGV Thalys Eurostar K90+ K94+ K92+ |     |
| Gare de Marseille-Saint-Charles              | Marseille Saint-Charles                   | Párizs–Marseille-vasútvonal Marseille–Ventimiglia-vasútvonal Lyon-Perrache-Grenoble-Marseille-vasútvonal Marseille-Saint-Charles-Marseille-Joliette-vasútvonal L’Estaque–Marseille-Joliette-vasútvonal | TGV Intercités Thalys Eurostar Ouigo Lyria TER Auvergne-Rhône-Alpes TER Occitanie Elipsos Alta Velocidad Española ligne 1 TGV inOui ligne 02 ligne 6 ligne 07A ligne 07B ligne 08 ligne 09 ligne 10 ligne 11 ligne 12 ligne 13 |     |
| Gare de Moûtiers - Salins - Brides-les-Bains | Moûtiers                                  | Saint-Pierre-d'Albigny-Bourg-Saint-Maurice-vasútvonal | Eurostar TGV Thalys |     |
| Gare de Valence-Rhône-Alpes-Sud TGV          | Alixan                                    | Combs-la-Ville-Saint-Louis-vasútvonal LGV Méditerranée Valence–Moirans-vasútvonal | TGV Thalys Ouigo Alta Velocidad Española Lyria Elipsos Grenoble ↔ Valence ligne 14 Gap - Die - Valence - (Romans) |     |
| Gare d’Aime-La Plagne                        | Aime Aime-la-Plagne                       | Saint-Pierre-d'Albigny-Bourg-Saint-Maurice-vasútvonal | Intercités Thalys Eurostar TGV |     |
| Gare d’Aix-en-Provence TGV                   | Cabriès                                   | LGV Méditerranée | TGV Thalys Ouigo Lyria Elipsos Alta Velocidad Española |     |
| Gare d’Avignon TGV                           | Avignon                                   | Combs-la-Ville-Saint-Louis-vasútvonal LGV Méditerranée | TGV Thalys Eurostar Alta Velocidad Española Ouigo Lyria Elipsos ligne 16 ligne 09 |     |
| Liège-Guillemins vasútállomás                | Liège                                     | line 34 HSL 4 Brüsszel–Liège-vasútvonal Wesertalstrecke Lüttich–Maastricht-vasútvonal 125-ös vasútvonal HSL 2 Linie 43                                                                                 | Intercity-Express TGV Thalys Nightjet S41 S42 S43 S44 |     |
| Paris Gare du Nord                           | Saint-Vincent-de-Paul Párizs 10. kerülete | Párizs-Lille-vasútvonal | TGV Intercités Thalys Eurostar IZY Transilien Linie K Transilien H RER B D RER-vonal K10 K11 K12 K13 K14 K15 K16 C10 C11 C13 C14 C17                                                                                           |     |
| Rotterdam Centraal                           | Rotterdam                                 | Amsterdam–Rotterdam-vasútvonal Brüsszel–Amszterdam-vasútvonal Breda–Rotterdam-vasútvonal Utrecht–Rotterdam-vasútvonal                                                                                  | Thalys Intercity Direct Eurostar Sprinter Beneluxtrein Intercity European Sleeper |     |
| Schiphol vasútállomás                        | Haarlemmermeer                            | Weesp–Leiden-vasútvonal Amsterdam Centraal–Schiphol-vasútvonal Brüsszel–Amszterdam-vasútvonal | Thalys Intercity Direct Sprinter Intercity |     |